# Hamburg Masters 2001 - Qualificazioni doppio
Le qualificazioni del doppio  dell'Hamburg Masters 2001 sono state un torneo di tennis preliminare per accedere alla fase finale della manifestazione. I vincitori dell'ultimo turno sono entrati di diritto nel tabellone principale. In caso di ritiro di uno o più giocatori aventi diritto a questi sono subentrati i lucky loser, ossia i giocatori che hanno perso nell'ultimo turno ma che avevano una classifica più alta rispetto agli altri partecipanti che avevano comunque perso nel turno finale.
Le qualificazioni del doppio del torneo Hamburg Masters 2001 prevedevano 8 coppie partecipanti di cui 2 sono entrate nel tabellone principale.

## Teste di serie
1. Marius Barnard /  Robbie Koenig (ultimo turno)
2. Mariano Hood /  Sebastián Prieto (primo turno)

1. Simon Aspelin /  Andrew Kratzmann (Qualificati)
2. Albert Portas /  German Puentes-Alcaniz (Qualificati)

## Qualificati
1. Simon Aspelin  /   Andrew Kratzmann

1. Albert Portas  /   German Puentes-Alcaniz

## Tabellone

### Legenda
| - Q = Qualificato - WC = Wild card - LL = Lucky loser | - ALT = Alternate - SE = Special Exempt - PR = Protected Ranking | - w/o = Walkover - r = Ritirato - d = Squalificato |

### Sezione 1
|  | Primo turno | Primo turno                       | Primo turno | Primo turno | Primo turno |  |  | Ultimo turno | Ultimo turno                   | Ultimo turno | Ultimo turno | Ultimo turno |  |
|  |             |                                   |             |             |             |  |  |              |                                |              |              |              |  |
|  | 1           | Marius Barnard Robbie Koenig      | 5           | 6           | 6           |  |  |              |                                |              |              |              |  |
|  |             | Harel Levy Sjeng Schalken         | 7           | 2           | 2           |  |  | 1            | Marius Barnard Robbie Koenig   | 6            | 69           | 5            |  |
|  | 3           | Simon Aspelin Andrew Kratzmann    | 6           | 3           | 7           |  |  | 3            | Simon Aspelin Andrew Kratzmann | 4            | 7            | 7            |  |
|  |             | Arnaud Di Pasquale Nicolas Escudé | 1           | 6           | 5           |  |  |              |                                |              |              |              |  |

### Sezione 2
|  | Primo turno | Primo turno                          | Primo turno                          | Primo turno | Primo turno |  |  | Ultimo turno | Ultimo turno                         | Ultimo turno                         | Ultimo turno | Ultimo turno |  |
|  |             |                                      |                                      |             |             |  |  |              |                                      |                                      |              |              |  |
|  |             | Joan Balcells Alberto Martín         | Joan Balcells Alberto Martín         | 6           | 6           |  |  |              |                                      |                                      |              |              |  |
|  | 2           | Mariano Hood Sebastián Prieto        | Mariano Hood Sebastián Prieto        | 4           | 3           |  |  |              | Joan Balcells Alberto Martín         | Joan Balcells Alberto Martín         | 4            | 6            |  |
|  | 4           | Albert Portas German Puentes-Alcaniz | Albert Portas German Puentes-Alcaniz | 6           | 6           |  |  | 4            | Albert Portas German Puentes-Alcaniz | Albert Portas German Puentes-Alcaniz | 6            | 7            |  |
|  |             | Andy Fahlke Paradorn Srichaphan      | Andy Fahlke Paradorn Srichaphan      | 2           | 2           |  |  |              |                                      |                                      |              |              |  |